# Glenea colenda
Glenea colenda là một loài bọ cánh cứng trong họ Cerambycidae.